# ポワンカレの上半平面モデル

半平面模型の星型正七角形による敷詰

非ユークリッド幾何学におけるポワンカレ半平面模型（はんへいめんもけい、英: Poincaré half-plane model）は、上半平面（以下 H と記す）にポワンカレ計量と呼ばれる計量をあわせて考えたもので、二次元双曲幾何学のモデルを形成する。
名称はアンリ・ポアンカレに因むものだが、そもそもはベルトラミが、クライン模型・（リーマンによる）ポワンカレ円板模型とともに、双曲幾何学がユークリッド幾何学に無矛盾等価であることを示すために用いたものである。円板模型と半平面模型とは共形写像のもとで同型である。

## 対称性の群
射影線型群 PGL(2,C) はリーマン球面に一次分数変換で作用する。この群の部分群で上半平面 H を H 自身の上に移すものは、すべての係数が実数であるような変換全体の成す群 PSL(2, R) で、その作用は上半平面上推移的かつ等距ゆえ、上半平面はこの作用に関する等質空間となる。
上半平面に一次分数変換で作用し、かつその双曲距離を保つリー群としては、近しい関係にあるものが4つ存在する。
- 特殊線型群 SL(2, R): 成分が実数の 2 × 2-行列でその行列式が 1 であるもの全体の成す群。多くの文献で、実際には PSL(2, R) を意味するところをしばしば SL(2, R) と言っている場合があるので注意。
- 群 S*L(2, R): 成分が実数の 2 × 2-行列でその行列式が 1 または − 1 であるもの全体の成す群。SL(2, R) はこの群の部分群である。
- 射影特殊線型群 PSL(2, R) = SL(2, R)/{±I}: SL(2, R) に属する行列を単位行列の ±1-倍を掛ける違いを除いて考えた同値類全体の成す群。
- 群 PS*L(2, R) = S*L(2, R)/{±I} = PGL(2, R): 群 S*L(2, R) に属する行列を同様に単位行列の ±1-倍を掛ける違いを除いて考えた同値類全体の成す群はそれ自身射影群である。PSL(2, R) は指数 2 の正規部分群を含み、それによるその部分群自身とは異なるもう一方の剰余類は、成分が実数の 2 × 2-行列で単位行列の ±1-倍を掛ける違いを除いてその行列式が −1 となるもの全体の成す集合である。

ポワンカレ模型におけるこれらの群の関係は以下のようなものである。
- しばしば Isom(H) と書かれる H の等距変換全体の成す群は PS*L(2,R) に同型である。これは向きを保つものも逆にするものも含まれている。向きを逆にする変換（ミラー変換）は {\displaystyle z\mapsto -{\bar {z}}} である。
- しばしば Isom+(H) と書かれる H の向きを保つ等距変換全体の成す群は PSL(2, R) に同型である。

等距変換群の重要な部分群にフックス群がある。
モジュラー群 SL(2,Z) を考えることもよくある。この群は二つの面で重要である。ひとつは、それが 2 × 2 の格子点の成す正方形の対称性の群であり、したがってモジュラー形式や楕円函数のような正方格子上に周期を持つ函数には、その格子から SL(2, Z)-対称性が継承されることである。もうひとつは、SL(2, Z) はもちろん SL(2,R) の部分群なので、その双曲的振舞いも持っていることである。特に SL(2, Z) は双曲平面を等価なポワンカレ領域の胞体に分割することができる。

## 等距対称性
射影特殊線型群 PSL(2, R) の H への群作用は
{\displaystyle {\begin{pmatrix}a&b\\c&d\\\end{pmatrix}}\cdot z={\frac {az+b}{cz+d}}={\frac {(ac|z|^{2}+bd+(ad+bc)\Re (z))+i\Im (z)}{|cz+d|^{2}}}}
で定義される。この作用が推移的、つまり H の元 z1, z2 が任意に与えられるとき常に PSL(2, R) の適当な元 g を選んで gz1 = z2 とすることができること、およびこの作用が忠実、つまり H のいかなる元 z に対しても gz = z を満たすならば g = e であることに注意。
この作用に関する H の元 z の安定部分群あるいは等方部分群 とは z を不動にする、すなわち gz = z を満たすような PSL(2, R) の元 g 全体のなす集合を言う。このとき、i の安定部分群は回転群
{\displaystyle {\mathit {SO}}(2)=\left\{{\begin{pmatrix}\cos \theta &\sin \theta \\-\sin \theta &\cos \theta \\\end{pmatrix}}:\theta \in {\mathbf {R} }\right\}}
である。H の元 z はいずれも PSL(2, R) の元で i に写されるから、これは任意の z の等方部分群が SO(2) に同型となることを意味しており、したがって H = PSL(2,R)/SO(2) が成立する。言い換えれば、単位接束と呼ばれる上半平面上の単位接ベクトル全体の成す束は PSL(2, R) に同型であるということである。
上辺平面はモジュラー群 SL(2, Z) によって自由正規集合 に分割される。

## 測地線
このモデルの計量テンソルに関する測地線は、実軸に直交する円弧（つまり、実軸上に基点を持つ半円）および実軸に端点を持ち実軸に垂直な半直線（これを半径無限大の円弧と看做すこともできる）である。
点 i を通り、垂直にあがっていく単位速度の測地線は
{\displaystyle \gamma (t)={\begin{pmatrix}e^{t/2}&0\\0&e^{-t/2}\\\end{pmatrix}}\cdot i=ie^{t}}
で与えられる。PSL(2,R) は上半平面上の等距変換として推移的に作用するから、この測地線は PSL(2, R) を通じてほかの測地線へ写され、したがって一般に単位速度測地線は
{\displaystyle \gamma (t)={\begin{pmatrix}a&b\\c&d\\\end{pmatrix}}{\begin{pmatrix}e^{t/2}&0\\0&e^{-t/2}\\\end{pmatrix}}\cdot i={\frac {aie^{t}+b}{cie^{t}+d}}}
として与えられる。これにより上半平面上の単位接束（複素直線束）上の測地的流れの完全な記述が得られる。